# داره الکبیره
داره الکبیره (به عربی: دارة الکبیرة) یک روستا در سوریه است که در ناحیه کفرنبل واقع شده‌است. داره الکبیره ۶۹۲ نفر جمعیت دارد.